# Paul Stettiner

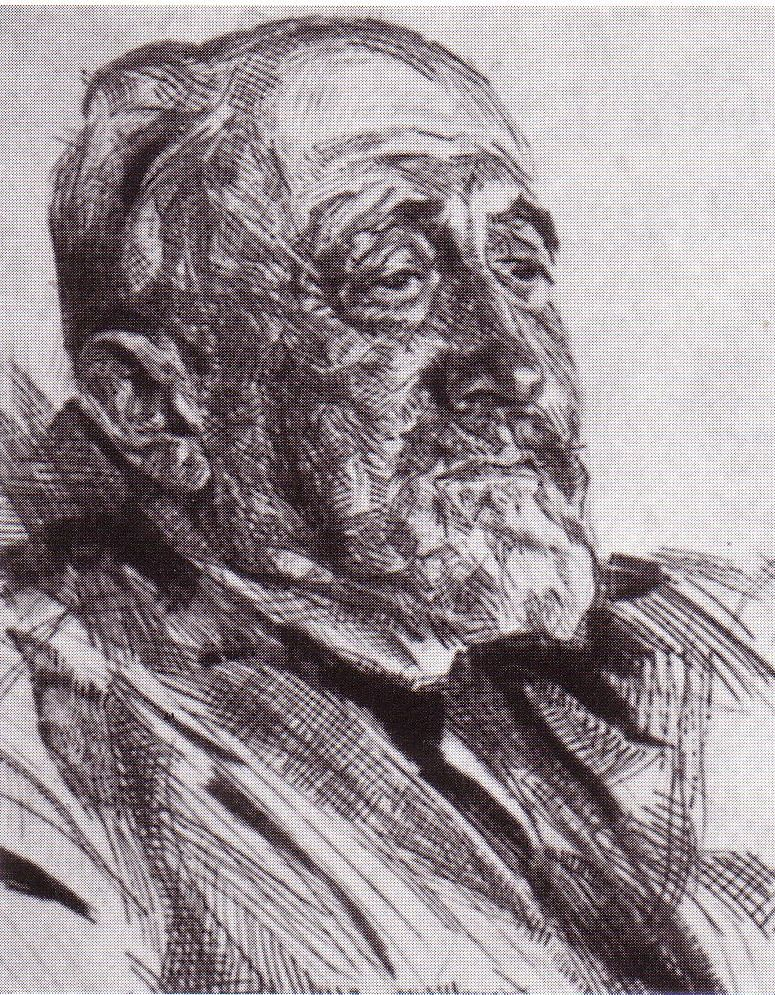
Paul Stettiner (wahrscheinlich gezeichnet von Heinrich Wolff)

Paul Stettiner (* 26. August 1862 in Königsberg i. Pr.; † 20. September 1941 ebenda) war ein deutscher Lehrer, Historiker, Altphilologe und Kulturpolitiker in Ostpreußens Provinzialhauptstadt Königsberg.

## Leben
Stettiner stammte aus einer im 19. Jahrhundert zum evangelischen Glauben konvertierten jüdischen Familie in Ostpreußen. Am Altstädtischen Gymnasium  legte er 1880 das Abitur ab. Stettiner studierte alte Sprachen, Geschichte und Geographie zunächst an der Albertus-Universität Königsberg. Dort war er Mitglied der Wissenschaftlichen Verbindung Hohenstaufen im Deutschen Wissenschafter-Verband. Er wechselte an die Eberhard Karls Universität Tübingen und die Friedrich-Wilhelms-Universität Berlin. 1885 wurde er in Königsberg zum Dr. phil. promoviert. 1886 bestand er das Examen pro facultate docendi.
Ab 1887 war Stettiner Hilfslehrer, ab 1893 Oberlehrer am Löbenichtschen Realgymnasium. 1906 wurden ihm der Professorentitel und der Rang eines Rates 4. Klasse (entsprach etwa Regierungsrat) verliehen. 1910 wurde er zum Stadtschulrat von Königsberg berufen. Ihm war es zu verdanken, dass das Schulwesen einen großen Aufschwung nahm und 1924 die privaten Mädchenschulen in städtische Verwaltung kamen. Mit Erreichen der Altersgrenze wurde er im Sommer 1928 pensioniert. Als Stadtschulrat folgte ihm Erhard Roß. Als Stadtältester blieb er dem kommunalen und kulturellen Leben Königsbergs in zahlreichen Ehrenämtern verbunden. 1933 wurden sie ihm genommen, weil er Jude war. 1941 zum Tragen des Judensterns gezwungen, setzte er laut Ludwig Goldstein seinem Leben ein Ende
In seinen Händen hielt er Kants Werke. In seiner Sterbeurkunde hingegen ist als Todesursache ein Schlaganfall mit rechtsseitiger Körperlähmung verzeichnet. Er wurde auf dem jüdischen Friedhof in Berlin-Weißensee bestattet.
Die Jugendherberge in Rossitten war nach ihm benannt.
Paul Stettiners Bruder war der am 2. September 1867 geborene Chirurg Hugo Stettiner, der auch auf dem Gebiet der Säuglingschirurgie bekannt wurde. Hugo Stettiner wurde am 4. Oktober 1942 von Berlin aus ins Konzentrationslager Theresienstadt deportiert und dort am 3. November 1942 ermordet. Ihre Schwester Emma (1861–1908) war die Mutter von Toni Halle.

## Politik
Stettiner engagierte sich in der Altertumsgesellschaft Prussia, betrieb den Bau des Königsberger Tiergartens und war die Seele des Vereins zur Hebung des Fremdenverkehrs. Er war Gründungsmitglied der Historischen Kommission für ost- und westpreußische Landesforschung. Die meisten kulturellen Einrichtungen in der Hauptstadt der Provinz Ostpreußen wurden durch Stettiners Initiative geschaffen oder gefördert: Volkshochschule, Stadtbibliothek Königsberg, Stadtgeschichtliches Museum, Stadttheater Königsberg, Sportplätze, Bäder und Jugendherbergen. Er verstand es, den richtigen Mann auf den richtigen Platz zu bringen. Eng befreundet war er mit Alexander Wyneken, dem Herausgeber der hochangesehenen Königsberger Allgemeinen Zeitung. Er schrieb viel über die Geschichte Preußens und die Albertus-Universität.
Seit 1914 Mitglied der Fortschrittlichen Volkspartei, wandte er sich nach dem Ersten Weltkrieg der Deutschen Volkspartei zu, deren Provinzialvorsitzender er wurde. Von 1919 bis 1925 war er Abgeordneter des Ostpreußischen Provinziallandtags und 1932/33 Mitglied des Preußischen Staatsrates.

## Werke

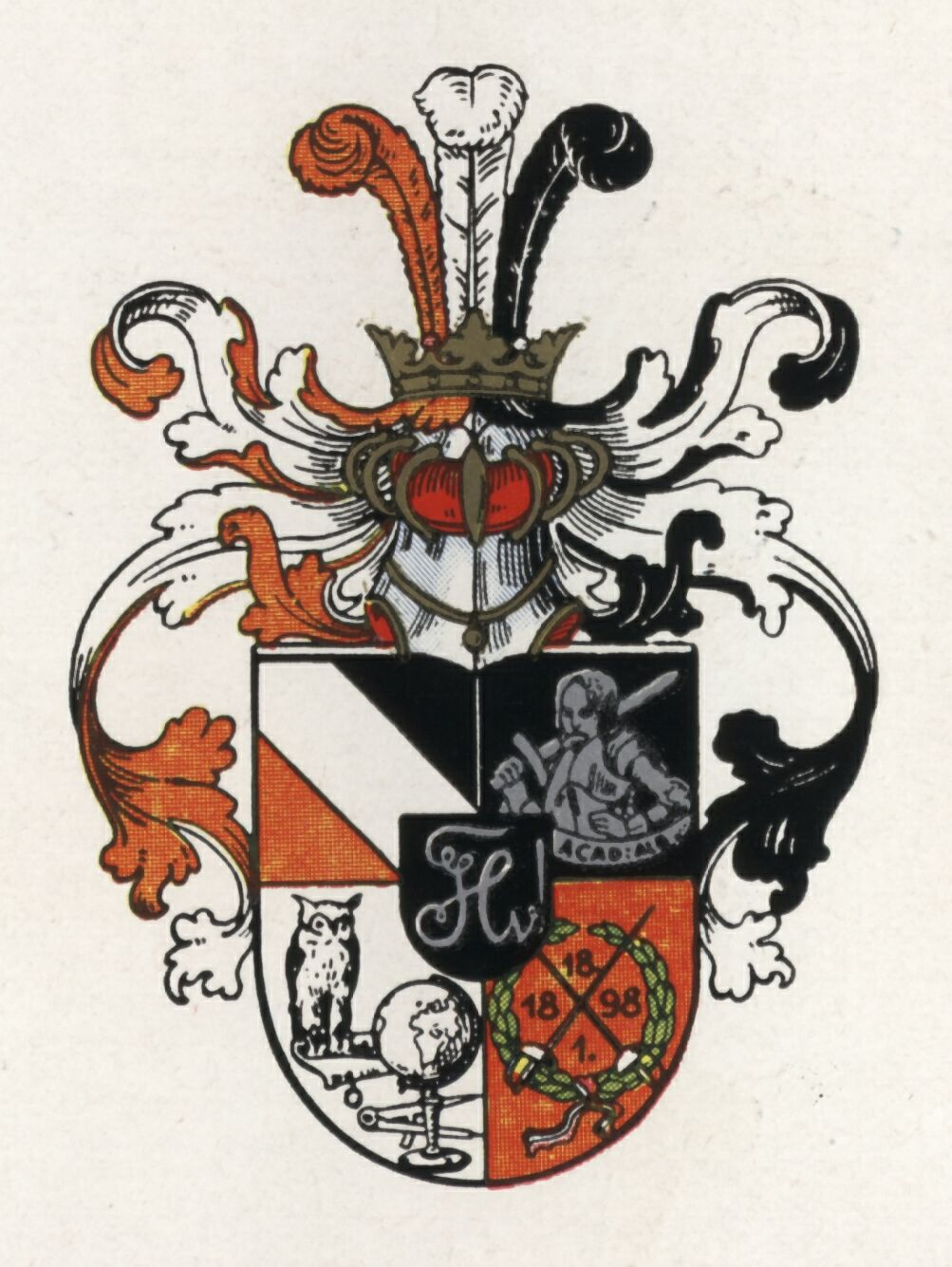
Hohenstaufen

- Ad Solonis aetatem: quaestiones criticae. Dissertatio inauguralis. Leupold, Königsberg 1885 (Digitalisat)
- Aus der Geschichte der Albertina (1544–1894). Hartung, Königsberg 1894 (Digitalisat).
- Der Tugendbund. Koch, Königsberg 1904 (Digitalisat).
- Zur Geschichte des preussischen Königstitels und der Königsberger Krönung. Hartung, Königsberg 1900 (Digitalisat).
- Ostpreußens Erhebung und Befreiung 1812–1814. Bon, Königsberg 1913, ND: Leipzig, Frankfurt am Main 2021.
- Das Schulwesen. Königsberg 1924
- Ostpreußen. Land und Leute in Wort und Bild. Gräfe und Unzer, Königsberg 1926.